# Snorrenhoef
Snorrenhoef is een huizengroep in gemeente Leusden, in de Nederlandse provincie Utrecht.
De huizengroep is gelegen rond de Asschatterweg, de weg van Leusden naar Achterveld. Ten westen grenst Snorrenhoef aan de buurtschap Asschat. Iets ten oosten, aan de Postweg richting De Glind, ligt restaurant  Chardonnay
De naam "Snorrenhoef" betekent waarschijnlijk "Hoeve (boerderij met grondstuk) van Snorre" (persoonsnaam).
Dorpen: Achterveld · Leusden · Leusden-Zuid · Stoutenburg

Buurtschappen: Asschat · Den Treek · De Ruif · Jannendorp · Moorst (deels) · Musschendorp · Oud-Leusden · Snorrenhoef

Utrecht · Plaatsen in de provincie      Nederland · Provincies · Gemeenten